# Tunnel van Braye-en-Laonnois
De Tunnel van Braye-en-Laonnois is een scheepvaarttunnel op het Canal de l'Oise à l'Aisne in de Franse regio Hauts-de-France (departement Aisne, arrondissement Laon).
De kanaaltunnel bevindt zich ter hoogte van Braye-en-Laonnois tussen sluis 10 'Moulin-Brûlé' en sluis 9 'Pargny-Filain' en heeft een lengte van 2365 meter.